# Menthidae
Menthidae es una pequeña familia de Pseudoscorpionida cuyos integrantes, sin embargo, se encuentran dispersos por distintas regiones del mundo. Menthus habita desde  México hasta California, Oligomenthus habita en América del Sur. Los géneros monotípicos Paramenthus y Thenmus habitan en Israel y Australia, respectivamente.

## Géneros y especies
- Menthus J.C. Chamberlin, 1930

- Menthus californicus J.C. Chamberlin, 1930 — California
- Menthus gracilis (Banks, 1909) — México
- Menthus mexicanus Hoff, 1945 — México
- Menthus rossi (J.C. Chamberlin, 1923) — México

- Oligomenthus Beier, 1962

- Oligomenthus argentinus Beier, 1962 — Argentina
- Oligomenthus chilensis Vitali-di Castro, 1969 — Chile

- Paramenthus Beier, 1963

- Paramenthus shulovi Beier, 1963 — Israel

- Thenmus Harvey, in Harvey & Muchmore 1990

- Thenmus aigialites Harvey, in Harvey & Muchmore 1990 — Queensland